# Червоненська сільська рада (Криворізький район)
Черво́ненська сільська́ ра́да — орган місцевого самоврядування у Криворізькому районі Дніпропетровської області. Адміністративний центр — село Червоне.

## Загальні відомості
- Населення ради: 1 720 осіб (станом на 2001 рік)

## Населені пункти
Сільській раді підпорядковані населені пункти:
- с. Червоне
- с. Гомельське
- с. Запорожець
- с. Калинівка
- с-ще Рудничне
- с. Чабанове

## Склад ради
Рада складається з 16 депутатів та голови.
- Голова ради: Тимофієв Сергій Миколайович
- Секретар ради: Хорольська Інна Володимирівна

### Керівний склад попередніх скликань
| Прізвище, ім'я, по батькові | Основні відомості                                                         | Дата обрання | Дата звільнення |
| --------------------------- | ------------------------------------------------------------------------- | ------------ | --------------- |
| Тимофєєв Сергій Миколайович | Сільський голова, 1970 року народження, безпартійний                      | 26.03.2006   | 31.10.2010      |
| Тимофієв Сергій Миколайович | Сільський голова, 1970 року народження, освіта вища, член Партії регіонів | 31.10.2010   |                 |

Примітка: таблиця складена за даними сайту Верховної Ради України

### Депутати
За результатами місцевих виборів 2010 року депутатами ради стали:

#### За суб'єктами висування
| Суб'єкт висування | Кількість обраних депутатів | %   |
| ----------------- | --------------------------- | --- |
| Партія регіонів   | 16                          | 100 |

#### За округами
| № округу        | Прізвище, ім'я, по батькові       | Дата визнання обраним | Освіта  | Партійна приналежність | Відомості про обраного депутата                           |
| --------------- | --------------------------------- | --------------------- | ------- | ---------------------- | --------------------------------------------------------- |
| Партія регіонів |                                   |                       |         |                        |                                                           |
| 1               | Біх Єлизавета Аркадіївна          | 02.11.2010            | вища    | член Партії регіонів   | ТОВ "Агрофірма «Красний Забойщик», головний зоотехнік     |
| 2               | Погонець Лариса Михайлівна        | 02.11.2010            | середня | член Партії регіонів   | Червонозабійницька середня загальнаосвітня школа, вчитель |
| 3               | Бірюкова Наталія Михайлівна       | 02.11.2010            | середня | член Партії регіонів   | ТОВ "Агрофірма «Красний Забойщик», головний бухгалтер     |
| 4               | Висленко Віктор Гордійович        | 02.11.2010            | середня | член Партії регіонів   | Червоненська сільська рада, сторож                        |
| 5               | Хорольська Інна Володимирівна     | 02.11.2010            | вища    | член Партії регіонів   | Червоненська сільська рада, секретар                      |
| 6               | Панасенко Алла Олександрівна      | 02.11.2010            | вища    | член Партії регіонів   | дитячий навчальний заклад «Берізка», завідувачка          |
| 7               | Нагорна Лариса Василівна          | 02.11.2010            | середня | член Партії регіонів   | ТОВ "Агрофірма «Красний Забойщик», бухгалтер              |
| 8               | Копач Наталя Іванівна             | 02.11.2010            | середня | член Партії регіонів   | дитячий навчальний заклад «Берізка», вихователь           |
| 9               | Кравець Сергій Олексійович        | 02.11.2010            | середня | член Партії регіонів   | ТОВ "Агрофірма «Красний Забойщик», тракторист             |
| 10              | Кравець Олена Олександрівна       | 02.11.2010            | середня | член Партії регіонів   | Червоненське відділення зв'язку, поштар                   |
| 11              | Коломоєць Валентина Анатоліївна   | 02.11.2010            | середня | член Партії регіонів   | домогосподарка                                            |
| 12              | Чуприна Світлана Петрівна         | 02.11.2010            | середня | член Партії регіонів   | домогосподарка                                            |
| 13              | Іванченко Володимир Олександрович | 02.11.2010            | середня | член Партії регіонів   | ТОВ "Агрофірма «Красний Забойщик», електрик               |
| 14              | Біченкова Ганна Анатоліївна       | 02.11.2010            | вища    | член Партії регіонів   | ТОВ "Агрофірма «Красний Забойщик», бригадир МТФ № 2       |
| 15              | Сизова Олена Миколаївна           | 02.11.2010            | середня | член Партії регіонів   | приватне підприємство «Коноваленко», продавець            |
| 16              | Крикливий Микола Ананійович       | 02.11.2010            | середня | член Партії регіонів   | ТОВ "Агрофірма «Красний Забойщик», тракторист             |